# Kevin Magnussen
Kevin Jan Magnussen (Roskilde, 1992. október 5. –) dán autóversenyző, 2014-ben mutatkozott be a Formula–1-ben a McLaren csapatánál. 2017 és 2020 között a Haas csapat pilótája, majd 2022-től ismét a gárda alkalmazásában volt. A BMW gyári versenyzője.

## Magánélete
Kevin Jan Magnussen 1992. október 5-én született Roskildében, Dániában. Édesapja a korábbi Formula–1-es pilóta, Jan Magnussen. Unokatestvére, Dennis Lind szintén autóversenyző, egyszeres brit GT-bajnok.
A Surrey állambeli Wokingban élt, a McLaren Technológiai Központ közelében, miközben a McLarennél versenyzett. 2019-ben feleségül vette Louise Gjørupot. Két lányuk van: az első 2021-ben, a második pedig 2023-ban született. Jelenleg Koppenhágában él családjával.

## Kezdetek
Magnussen gokarttal kezdte pályafutását, majd 2008-ban a dán Formula Ford szériában folytatta karrierjét, amit meg is nyert. Hat versenyen részt vett a ADAC Formel Masters sorozatban is.
2009-ben lépett feljebb a Formula Renault sorozatba, ahol António Félix da Costa mögött a második helyen végzett a Formula Renault 2.0 Northern European Cup sorozatban, valamint hetedik helyen végzett a Eurocup Formula Renault 2.0-ban a Motopark Academy csapatával.
2010-ben versenyzett a Német Formula–3-as bajnokságban a Motopark Academy és a Carlin Motorsport versenyzőjeként, a szezon első versenyét megnyerte Oschersleben-ben, a szezont összetettben a harmadik helyen zárta a legjobb újoncként.
2011-ben a Brit Formula–3-as bajnokságban versenyzett, ahol a szezont a második helyen zárta Felipe Nasr mögött.
2013-ban megnyerte a Formula Renault 3.5 Series bajnokságot a DAMS csapat színeiben. A szezon során 5 győzelmet aratott, amivel tetemes pont előnnyel végzett Stoffel Vandoorne előtt.

## Formula–1

### McLaren
Magnussen első Formula–1-es autóban a McLaren MP4-27 volánja mögött ült a fiatalok tesztjén Abu-Dzabi-ban 2012. november 6-án. Leggyorsabb ideje 1:42.651 volt. Korábban is dolgozott a csapattal, a szimulátoron. A háromnapos teszten Magnussen ideje volt a leggyorsabb, amivel a McLaren sportigazgatóját, Sam Michael-t lenyűgözte. Elegendő kilométert teljesített a szuperlicenchez.

#### 2014 – A debütáló év

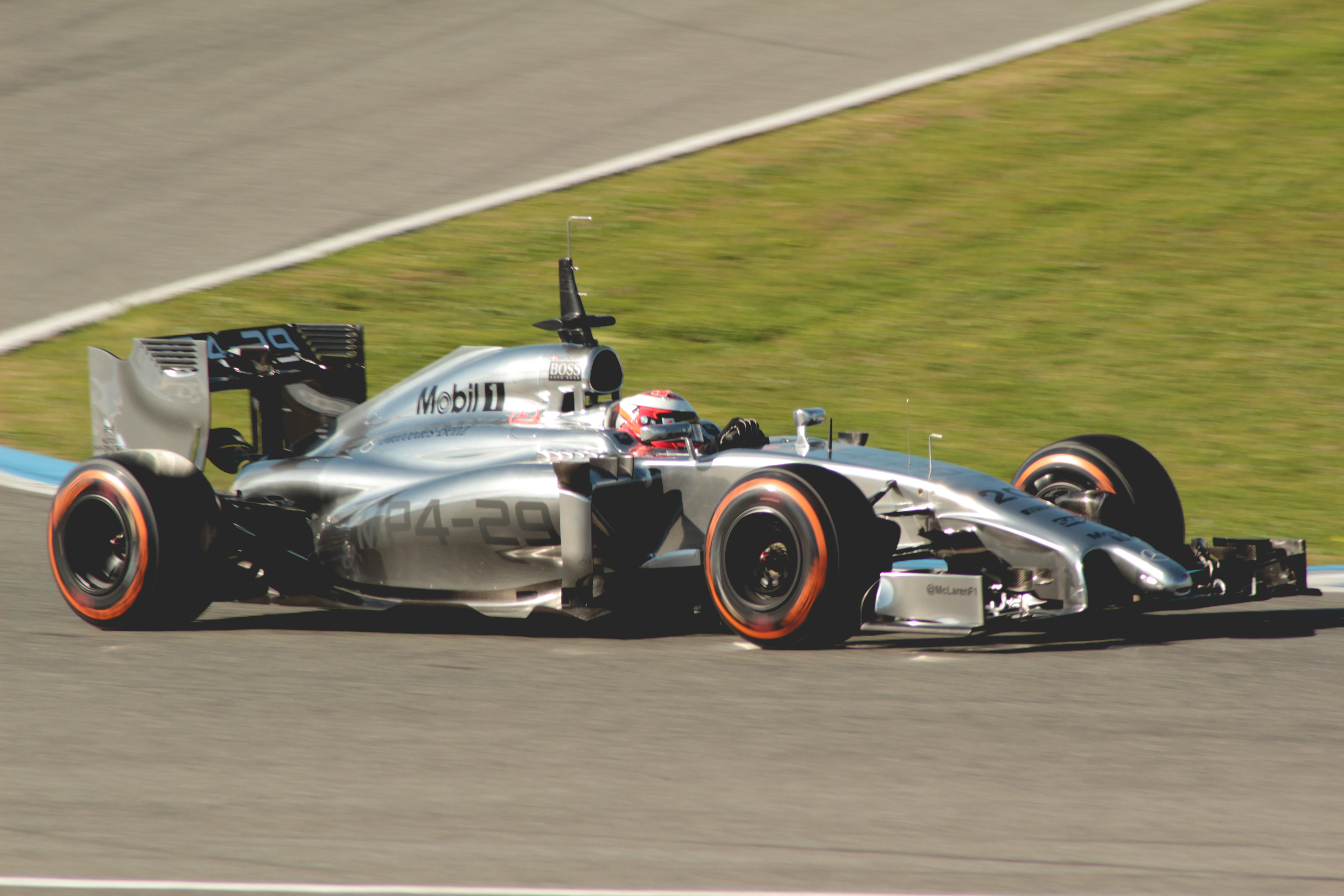
Kevin Magnussen a jerezi teszten

2013. november 14-én megerősítették, hogy Magnussen váltja Sergio Pérezt a 2014-es szezonban. Az új szabályokat vezettek be a Formula–1-be, többek között az állandó rajtszámot. Magnussen a 20-as számot választotta, mert ez volt a DAMS csapatánál a száma 2013-ban, amikor megnyerte a bajnokságot.
Élete első Formula–1-es időmérő edzését az Ausztrál versenyhétvégén teljesítette, ahol az esős kvalifikáción az előkelő 4. legjobb időt érte el, megelőzve Alonsót és csapattársát, aki a 10. rajtkockából várhatja a vasárnapi versenyt. Az időmérőt követően vizsgálat indult ellene és Sebastian Vettel ellen, mert a második szakaszban nem lassítottak le eléggé Kimi Räikkönen kicsúszásának helyszínén, és ennek köszönhetően javítottak időeredményükön. Pár órával később a vizsgálatot követően egyik pilótát sem büntette meg a sportfelügyelők, így sem Vettel, sem Magnussen nem kapott büntetést, így megtarthatták rajthelyüket. A vasárnapi futamon a rajtot követően már az 1. körben megelőzte Lewis Hamiltont, aki technikai problémákkal küszködött a Mercedes volánja mögött. A biztonsági autós szakaszt követően megőrizte 3. helyét a versenyen. A futam végén nyíltan támadhatta a Red Bull Racing pilótáját, Daniel Ricciardót, de végül nem tudta megelőzni, így csapattársa, Jenson Button előtt a 3. helyen intették le, amivel első versenyén dobogón végzett. Magnussen lett az elmúlt 43 évben a harmadik újonc Jacques Villeneuve és Lewis Hamilton után, aki dobogóra tudott állni az első versenyét követően. A versenyt követően pár órával később a sportfelügyelők kizárták a végeredményből Daniel Ricciardót, mert az autójában az új szabályokban rögzített 100 kilogramm per óránál nagyobb volt az üzemanyag áramlása a futam során, így Magnussen a 2. helyre lépett előre.
A maláj versenyhétvégén az esős kvalifikáción a 8. legjobb időt érte el, megelőzve csapattársát, Jenson Buttont, aki a 10. időt érte el. A vasárnapi futamon a rajtot követően Kimi Räikkönennek hátulról eltalálta a jobb első kerekét, ami defektet okozott a finn világbajnoknak és a saját orrkúpja pedig megsérült. A 4. körben Felipe Massával harcolt a pozíciójáért, majd sikeresen megvédte azt. A 9. körben a boxba hajtott kerék és orrkúp cserét végezni. A 24. körben második kerékcseréje előtt letöltötte öt másodperces büntetését, amit Räikkönen defektjének okozásáért kapott. A versenyt végül a 9. helyen zárta Danyiil Kvjat előtt. Pár órával a verseny befejezése után a Nemzetközi Automobil Szövetség 2 büntetőpontot adott neki a Räikkönennel elkövetett incidenséért. Bahreinben a 9. helyre kvalifikálta magát, de a Red Bull Racing pilótája, Daniel Ricciardo 10 helyes rajtbüntetését követően egy helyet előrébb lépett. A futam elején Ricciardóval csatázott, aki végül megelőzte Magnussent. A 40. körben motorhiba miatt volt kénytelen feladni a futamot.

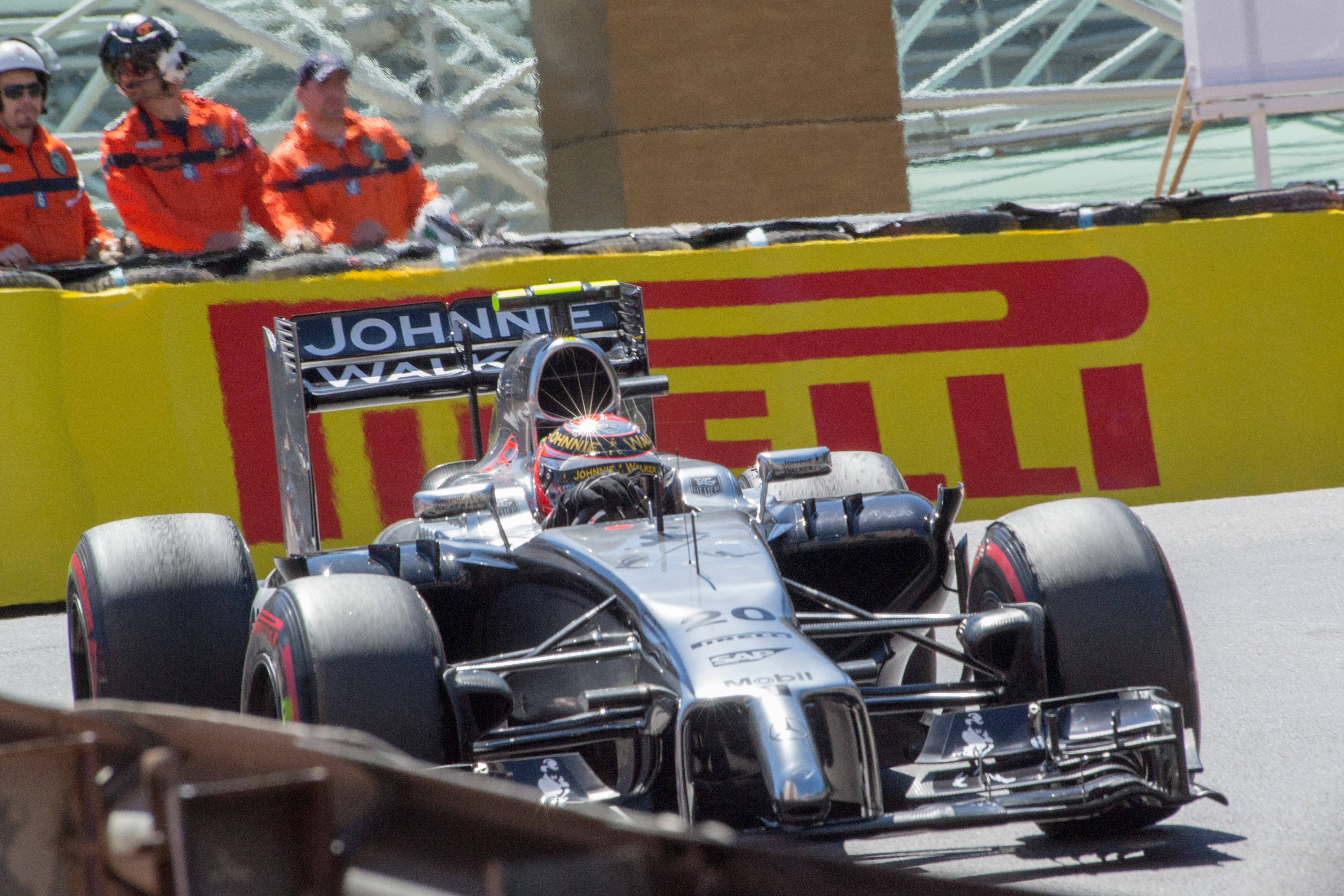
Magnussen monacóban

Kínában az esős időmérő edzésen a 15. legjobb időt érte el. A száraz versenyen a közepesen kemény gumikon rajtolt, mindenki más a lágyakat választotta. A rajtot követően egy helyet visszaesett. A futam további részében esélye se volt a pontszerzésre, végül a 13. helyen intették le a kockás zászlóval. A spanyol nagydíj kvalifikációján a 15. helyről rajtolhatott, miután műszaki hiba érte az időmérőn az autóját. Vettel autójában váltóhiba történt, ami következtében váltócserét végeztek az Red Bull RB10-ben, így 5 helyes rajtbüntetést kapott a német négyszeres világbajnok, ennek következtében a 14. rajtkockából indulhat a versenyen. A versenyt a 12. helyen fejezte be, amiért nem járt pont. A monacói versenyhétvégén a kvalifikáción a 8. időt érte el, majd a másnapi versenyen a rajtot követően megtartotta pontszerző helyezését. A 32. körben szabálytalanul előzte meg az újrainduláskor Vergne-t, ezért visszaengedte maga elé. Csakhogy közben a szemfüles Hülkenberg is megelőzte a dánt. A 74. körben Räikkönennel akadt össze a hajtűkanyarban, ami következtében a 10. utolsó pontszerző helyen intették le.
Kanadában az időmérő edzésen a 12. rajtkockát szerezte meg, majd a másnapi versenyen a 9. helyen végzett és 2 világbajnoki pontot szerzett. A visszatérő osztrák nagydíj kvalifikációján a 6. legjobb időt érte el, majd a másnapi futamon a 66. körben hibázott az egyes kanyarban és ennek következtében Pérez remek kigyorsítással megelőzte őt. A 7. helyen fejezte be a futamot és 8 futamot követően 29 pontot szerzett és 9. a 2014-es világbajnokság pilóták versenyében. A brit nagydíj hétvégén az esős időmérő edzésen az 5. legjobb időt érte el. A versenyen a rajtot követően Nico Hülkenberget és Sebastian Vettelt is megelőzte, ezzel feljött a 3. helyre. Az újraindítást követően az első körben megcsúszott és Lewis Hamilton meg is előzte őt. A 16. körben már Fernando Alonso is elmegy mellette a Ferrarival. A futamot végül a 7. helyen fejezte be. A német nagydíj időmérő edzésén a 4. legjobb időt érte el Nico Rosberg és a két Williams mögött. A rajtot követően az első kanyarban ütközött Massával, aki felborult, majd padlóval felfelé csúszás után a kerekeire visszafordulva állt meg. A brazil kiszállt a kocsiból és a pályára érkezett a biztonsági autó. A versenyt végül így is a pontszerző 9. pozícióban fejezte be.
A magyar nagydíj kvalifikációján a 10. legjobb időt érte el, de a falnak csapódott és teljesen újjá kellett építeni az autóját a versenyre, ami következtében a boxutcából kellett rajtolni. A versenyen a 12. helyen ért célba, míg csapattársa 1 pontot szerzett. A belga nagydíj esős időmérő edzésén a 7. legjobb időt érte el, megelőzve a 10. helyen végző Jenson Buttont. A vasárnap megrendezésre kerülő versenyen a 10. körben megelőzte a Scuderia Toro Rosso pilótáját, Jean-Éric Vergnet. A futam féltávjánál Fernando Alonso ellen védekezett sikerrel. Nico Hülkenberget a 27. körben sikerült megelőzni a gyorsabb McLarennel. A 42. körben ismét Alonso került támadási közelségbe hozzá, de Magnussen a Kemmel egyenesben leszorította a fűre a mellé érkező spanyolt a pályáról, aki a visszaelőzte ezután az őt megelőző Buttont. Magnussen a sportszerűség határait feszegetve védekezett Button ellen is. A leintés előtti körben Sebastian Vettel előzte meg, így a 6. helyen ért célba. A verseny utáni órákban 20 másodpercet adtak hozzá utólag a versenyidejéhez a sportfelügyelők, miután úgy ítélték meg, hogy a dán szabálytalanul védekezett Fernando Alonsóval szemben a Belga Nagydíj utolsó köreiben. A büntetést követően a 12. helyre esett vissza, ami azt jelentette, hogy pontszerzés nélkül zárta a versenyhétvégét.
Az olasz nagydíj időmérő edzésén az 5. időt érte el. A futamon a rajtot követően a 2. helyre került Nico Rosberg mögé, de nem sokkal később már Felipe Massa kezdte támadni őt, majd az 5. körben Massa és Lewis Hamilton is elment mellette. A 31. körben Valtteri Bottasszal szemben keményen védekezett, amit a versenybírák vizsgálni kezdtek a verseny alatt. 7 körrel később meg is kapta az 5 másodperces stop-and-go büntetést. A 7. helyen fejezte be a versenyt, de mivel 5 másodperces büntetést adtak az idejéhez az utolsó pontszerző 10. helyre esett vissza. A szingapúri nagydíj kvalifikációs edzésén a 9. legjobb időt érte el, megelőzve csapattársát, aki a 11. helyen végzett. A másnapi versenyen a 3. körben kanyarlevágás miatt vizsgálták, de végül ezért nem kapott büntetést. A futam alatt az ülése felforrósodott, majd túl forró lett az ivóvize. A versenyt végül az utolsó pontszerző 10. helyen fejezte be. A japán versenyhétvégén az időmérő edzésen a 7. helyett szerezte meg, majd a versenyen a biztonsági autó mögül rajtolt a mezőny a nagy esőzés miatt. A 34. körben megpördült a pályán, de ennek ellenére tudta folytatni a versenyt. A 46. körben Jules Bianchi balesete miatt megszakították a versenyt.
Az első orosz nagydíj hétvégén a 6. legjobb időt érte el, de autójában váltót kellett cserélni, ezért 5 rajthelyes büntetést kapott. Ennek következtében a 11. helyről rajtolhatott el a másnapi versenyen. A futamon remek rajtot vett, majd Jean-Éric Vergnével csatázott az 5. helyért amit a francia pilóta szerzett meg. Végül csapattársa mögött az 5. helyen intették le a kockás zászlóval, amiért 10 világbajnoki pont járt. Az amerikai versenyhétvégén az időmérőn a 8. helyett szerezte meg, de mivel csapattársa, Jenson Button autójában váltót kellett cserélni, ezért 5 rajthelyes büntetést kapott, így egy hellyel előrébb került Magnussen a rajtrácson. A verseny 1. körében megelőzte a rosszul rajtoló Daniel Ricciardót, de az ausztrál rögvest vissza is előzte őt. A 42. körben Sebastian Vettel támadta őt a 12-es kanyarban, de a német világbajnok lesodródott a pályáról, így Magnussen visszaelőzte. Két körrel később ugyanebben a kanyarban megelőzte őt Vettel, végül a 8. helyen ért célba, ami 4 világbajnoki pontot ért. A brazil nagydíj időmérő edzésén Sebastian Vettel mögött a 7. legjobb időt érte el. A verseny a rajtot követően Vettel hibáját kihasználva megelőzte őt. A 23. körben megelőzte a célegyenesben Romain Grosjeant, így feljött a 6. helyre. A 45. körben hosszas védekezést követően a kétszeres világbajnok Fernando Alonso megelőzte őt. A futamot végül a 9. helyen fejezte be. A szezonzáró dupla pontos abu-dzabi nagydíj kvalifikációján a 11. időt érte el, de a Red Bull autóin használt első szárnyelemet szabálytalannak minősítette a Nemzetközi Automobil Szövetség, így Daniel Ricciardo és Sebastian Vettel eredményét is törölték. Ezután két hellyel előrébb lépett a rajtrácson. A futamon az első körben leszorította őt Nico Hülkenberg és koccant Adrian Sutillal. A 14. körben megelőzte Magnussent Valtteri Bottas, ami után vissza esett a 9. helyre. A versenyen a 11. helyen intették le. Az összetett bajnokságban a 11. helyen zárt a megszerzett 55 világbajnoki pontjával.

#### 2015
2014. december 11-én bejelentették, hogy Fernando Alonso lesz a McLaren Honda egyik pilótája és Jenson Button lesz a csapattársa, ami azt jelentette, hogy Magnussen versenyzői ülés nélkül maradt a csapatnál, de mint teszt-és tartalékpilóta továbbra is az istálló alkalmazásában maradt 2015-ben is. Alonso a szezon előtti felkészülés során Barcelonában balesetet szenvedett, így orvosai tanácsára kihagyja a szezonnyitó Ausztrál Nagydíjat, helyette a McLaren Magnussent indította a futamon.
Az ausztrál nagydíj időmérőedzésén az utolsó 18. helyett érte el csapattársa Jenson Button mögött. Will Stevens és Roberto Merhi, a Manor Marussia pilótái ugyanott voltak a hétvégén Ausztráliában, de szoftveres gondok miatt sem a szabadedzéseken, sem az időmérő edzésen nem tudtak részt venni, ebből következően pedig a vasárnapi nagydíjon sem indulhattak, ezért történt meg, hogy a 18. hely volt az utolsó hely. A másnapi futamon már a start előtt a felvezető körbe elfüstölt a motor az autóban, így nem tudott részt venni a versenyen. 2015. október 5-én, pont a születésnapján kapott egy e-mailt Justine Bowentól, miszerint nem hosszabbítják meg az ez évben lejáró szerződését a csapatnál.

### Renault
2016. február 3-án Párizsban hivatalosan is bejelentették, hogy a Lotus-istálló Renault-ként szerepel a 2016-os világbajnokságban. A két autóban a brit Jolyon Palmer és a Pastor Maldonado helyére szerződtetett dán Magnussen ül majd. A dán szponzoraként a Jack Jones is érkezett a csapathoz.

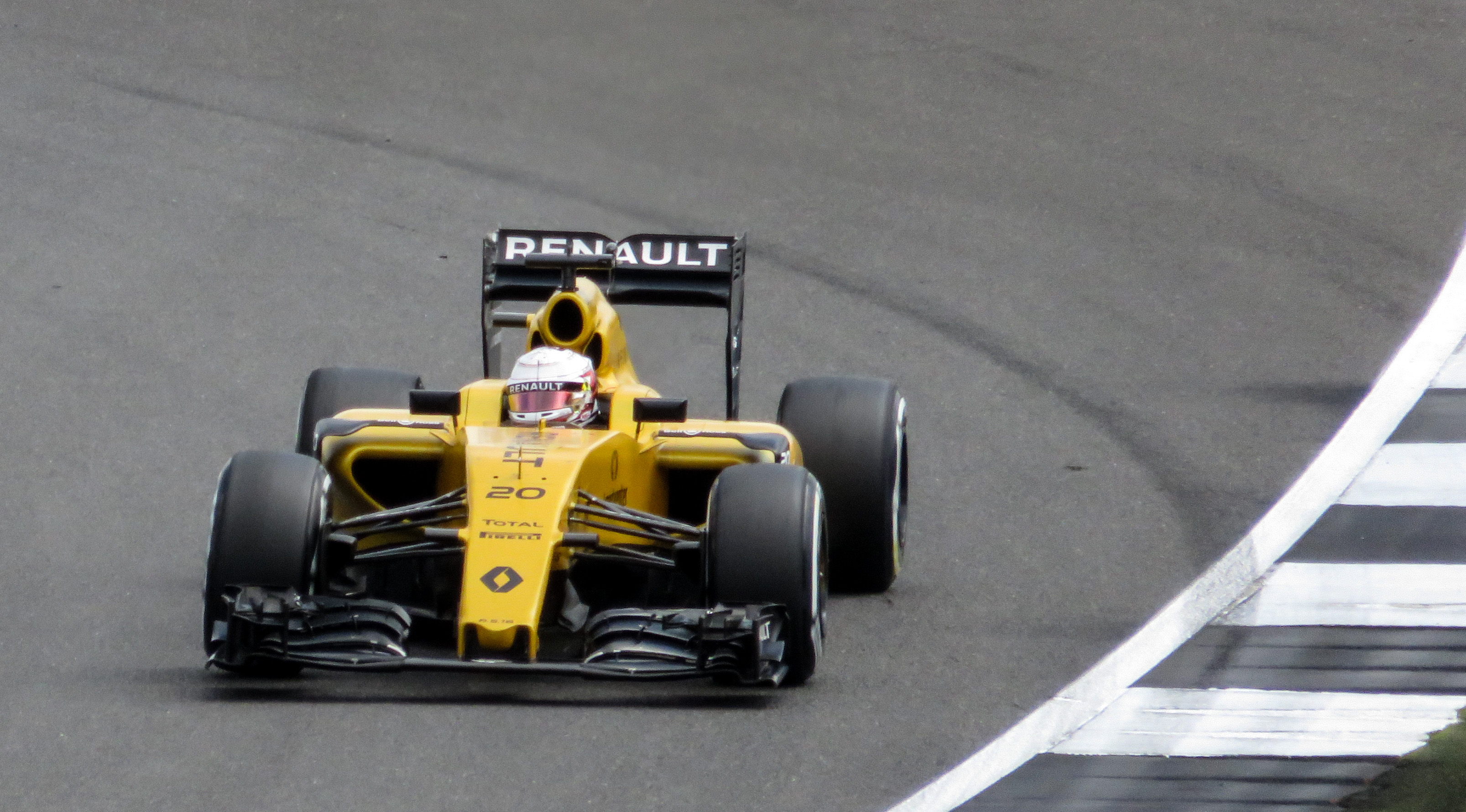
Magnussen a Renault-al

#### 2016
A szezon első időmérő edzésén Ausztráliában a Q2-ben kiesett és végül a 15. időt érte el az új időmérős rendszer során, előtte csapattársa végzett. A kvalifikáció után Valtteri Bottas autójában váltót cseréltek, amiért 5 rajthelyes büntetést kapott, így Magnussen előrébb lépett a rajtrácson egy pozíciót. A rajt után már az 1. körben defektet kapott, ezután a mezőny hátsórészén versenyzett tovább, végül csapattársa mögött a 12. helyen ért célba. Bahreinben a második szabadedzés során nem állt meg az FIA kötelező mérlegelésére, ezért a boxutcából kellett rajtolnia a vasárnapi futamon. A futamot egy kör hátrányban a 11. helyen fejezte be az újonc Stoffel Vandoorne mögött. Kínában az időmérő edzésen a 17. időt érte el, míg csapattársa a 19. lett. A futamon többnyire a mezőny végén haladt, majd a 17. intették le. Oroszországban az első szabadedzésen nem vett részt, mivel Szergej Szirotkin ült az autójába. Az időmérő edzésen a 17. időt érte el, mögötte csapattársa végzett. A 29. körben megelőzte Daniel Ricciardót, majd miután a 7. helyen ért célba megszerezte a Renault visszatérése utáni első vb-egységeit.
Spanyolországban a kvalifikáción a 15. legjobb időt érte el, míg csapattársa 17. lett. A futamon 14. helyen ért célba, kikapva Jolyon Palmertől. Viszont a Jolyon Palmerrel történt ütközéséért 10 másodperces időbüntetést kapott, így visszaesett egy helyet és két büntetőpontot is kapott. Monte-Carlóban a 16. legjobb időt érte el. A verseny 21. körében koccant Kvjattal a Rascasse-ban. A dán megelőzte az oroszt, aki úgy támadt vissza, hogy esélye sem volt. A Toro Rosso pilótája többször is megpróbálta megelőzni a Renault dánját, és amikor megunta a sikertelenséget, egyszerűen nekiment. Kvjat azonnal kiesett, Magnussen később a Mirabeau-ban kicsúszott. Kanadában a harmadik szabadedzésen falnak ütközött, ami következtében az autóján teljes kasztni cserét kellett a szerelőknek végezniük. A kvalifikáción nem is tudott részt venni a dán, így a bokszutcából vág majd neki a futamnak. A versenyt a 16. helyen két kör hátrányban fejezte be.
Az európai nagydíjon, amit Bakuban rendeztek meg a kvalifikáción az utolsó előtti helyet érte el, megelőzve csapattársát. Magnussen autójában sebességváltót kellett cserélni, valamint a felfüggesztést is módosították, ezzel megszegve a Parc Fermé szabályzatot, így a boxutcából kellett rajtolnia. A versenyt csapattársa előtt a 14. helyen egy kör hátrányban fejezte be. Az Osztrák verseny időmérő edzésén Jolyon Palmer előtt a 17. helyen végzett. A verseny 25. körében többször is pozíciót váltott Pascal Wehrlein ellen, ezért később vizsgálták. Egy kör hátrányban a 14. helyen ért célba. A brit nagydíjon az időmérő edzésen a 16. időt érte el, míg a futamot a 49. körben feladni kényszerült a sebességváltó meghibásodása miatt. A magyar nagydíj kvalifikációján nem teljesítette a 107%-os időt, de az időjárási körülmények miatt engedélyezték a versenyen való indulását. A futamot a 15. helyen egy kör hátrányban fejezte be, míg csapattársa a 12. lett. Belgiumban az időmérő edzésen a 12. időt érte el. A futamon az 5. körben hatalmas balesetet szenvedett az Eau Rouge tetején, Renault-ja több mint 300-zal csapódott a gumifalba. A biztonsági autó a pályára ment, majd piros zászlóval megszakították a versenyt. A becsapódás után azonnal az orvosi központba szállították, hogy kivizsgálják. A dán pilóta a bal bokáját fájlalta, de csak könnyebben sérült meg.

### Haas

#### 2017
2016 novemberében bejelentésre került, hogy az amerikai Haas csapathoz igazol Romain Grosjean mellé, leváltva a mexikói Esteban Gutiérrezt. Az ausztráliai szezonnyitón felfüggesztés-problémák miatt ki kellett állnia, de később kiderült, hogy defektet kapott, így a kiesése nem volt átgondolva. Kínában megszerezte első pontját, amikor a 8. helyen intették le, majd Bahreinben elektromos-hiba után hívták ki a bokszba. A spanyol nagydíjon egészen az utolsó körökig pontszerző pozícióban autózott, de összeért Daniil Kvyattal és megsérült az abroncsa, ami miatt egészen a 14. helyig esett hátra. Egy fordulóval később, Monacóban ő 10. lett, csapattársa pedig a 8., így a csapat történetének első kettős pontszerzését érték el. Az kaotikus azeri utcai pályán dobogós harmadikként is állt, viszont végül 7. helyen rangsorolták a célba érésekor. Ezt követően sorozatban hétszer is a legjobb 10-en kívül zárt vagy kiesett. A 2017 júliusában a magyar nagydíjon leterelte a pályáról Nico Hülkenberget. A futam utáni interjúkban összeszólalkoztak és a német riválisa a "legsportszerűtlenebb" pilótának jellemezte Magnussent. Japánban és Mexikóban egyaránt 8. lett, Brazíliában pedig a rajtot követően ütközött Stoffel Vandoorne-val, amelynek következtében mindketten feladták a viadalt.
Eredményi az idény végén a pilóták tabelláján a 14. helyre volt elég 19 ponttal, ami kilenccel kevesebb, mint Grosjeané volt.

#### 2018
2018-ra megtartotta helyét az istállónál. Ausztráliában az időmérőedzésen hatodikként végzett, de egy büntetés miatt a Top5-ből várhatta a lámpák kialvását, amivel megszerezte az alakulat legjobb rajtpozícióját a Formula–1-ben. Egy bokszkiállásnál rosszul rögzítették egyik kerekét és kiállt a versenyből. A bahreini esti versenyen az 5. helyen végzett, ami a legelőkelőbb eredménye volt a 2014-es orosz gp óta. Azerbajdzsánban összeütközött Pierre Gaslyval, aki bírálta védekezési stílusát és a "legveszélyesebb srácnak" bélyegezte, akivel valaha versenyzett. Veszélyes akciójáért 10 másodperces időbüntetést és 2 büntetőpontot kapott a versenyzői licencébe.
A következő futamokon értékes bajnoki pontokat gyűjtött. Ausztriában Grosjean mögött lett 5., aki megszerezte az amerikai gárda legjobb versenyeredményét. Az olaszországi Monzában a kvalifikáció után a sportsajtóban durva szavakat intézett Fernando Alonsóhoz és megjegyezte, hogy "alig várja, hogy visszavonuljon". Szingapúrban a Q1-ből nem sikerült továbbjutnia. A versenyen 18. lett és egy késői kerékcserével megfutotta a leggyorsabb kört, ami saját maga és csapata első ilyen eredménye volt. Az orosz gp-n az időmérőn 5., míg a versenyen 8. lett.
Japánban az újonc Charles Leclerc a csapatrádión egyszerűen "hülyének" nevezte dán riválisát, mikor egyik előzési kísérletéből kontakt lett. Magnussen autója megsérült és kiesett. Október 21-én a Texasban található COTA versenypályán megrendezett amerikai nagydíjon 9. helyen rangsorolták, de később kizárták a végeredményből, miután kiderült, hogy autója több üzemanyagot használt a megengedettnél. Az utolsó két megmérettetésén egyaránt pontot szerzett.
A tabellán a 9. lett 56 egységgel, ami legjobb év végi eredménye lett F1-es pályafutása során. Grosjeant 19 ponttal múlta felül.

#### 2019

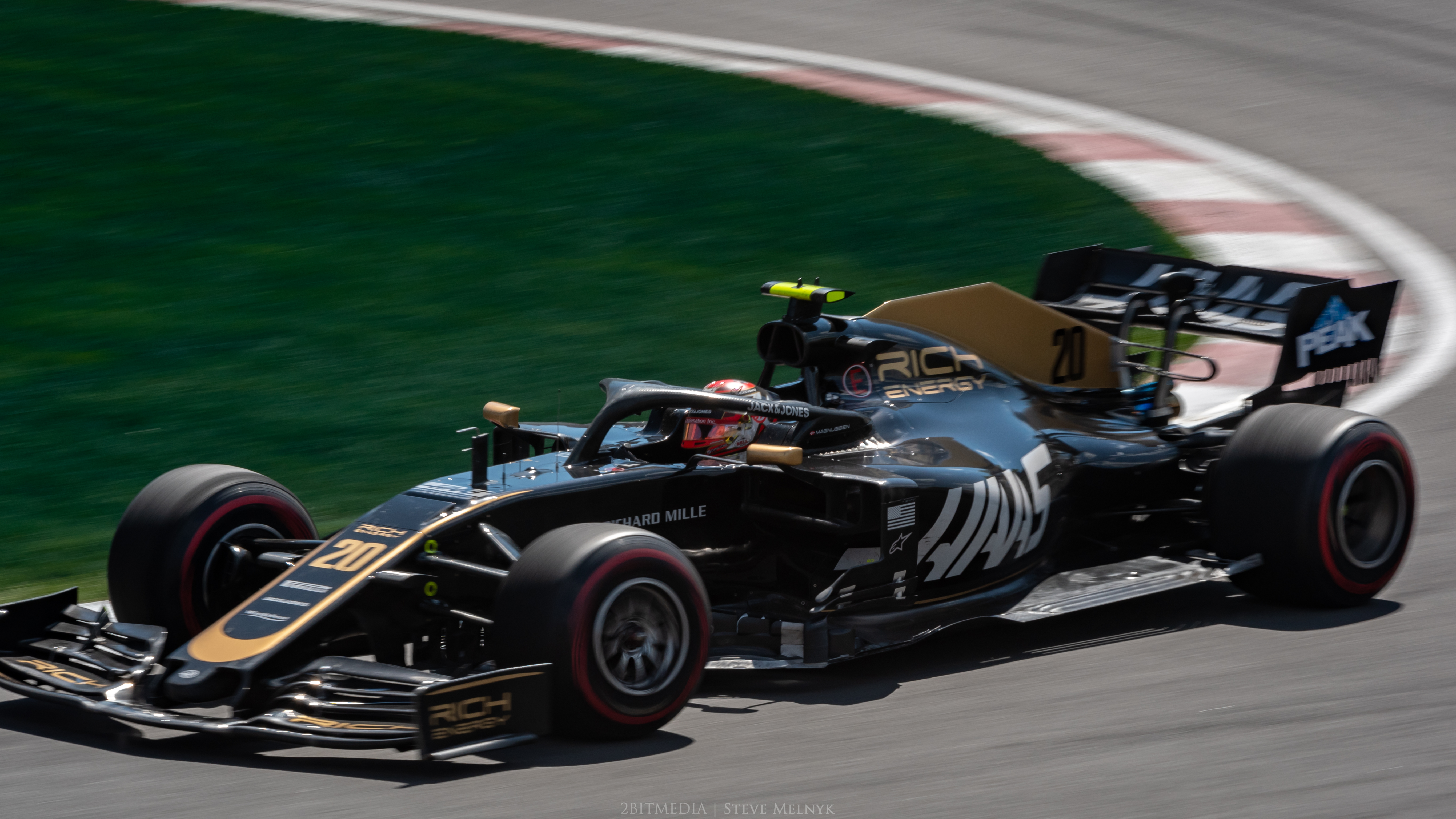
Magnussen a Haas VF-19 volánja mögött a 2019-es kanadai nagydíjon.

A 2019-es idényre is meghosszabbították szerződését. A Haas versenygépe, a Haas VF-19 az évad egyig leggyengébb konstrukciójának bizonyult. Szakemberek szerint főként az autó versenyteljesítményével akadtak problémák. A szezon első, ausztráliai fordulójában 6. lett, ami mint később kiderült, ez volt a szezonban megszerzett legjobb eredménye. Következő jobb eredménye Spanyolországban született a 7. helyével.
Ausztriában a VF-19 kódjelű kocsi legerősebb időmérőjét produkálta az 5. hellyel, de sebességváltó-csere miatti büntetés után a 10. esett vissza. A verseny során bokszutca áthajtásos megrovást kapott, amiért szabálytalanul állt be a rajtkockájába a felvezető kör megtétele után. Nagy-Britanniában már a futam legelején összetűzésbe keveredett csapattársával, Grosjeannal. A leintés után több kritikát is kaptak a szakértőktől és a szurkolóktól egyaránt. Grosjean a hétvégén a VF-19 korábbi verzióját vezette, hogy az egyesület megértse a tempóhiányát. A német nagydíjon 10. pozícióban zárt, majd később a 8. pozícióba lépett előre, miután az előtte végző mindkét Alfa Romeo-pilótát hátrasorolták. Olaszországban hidraulikai problémák miatt esett ki, Szingapúrban pedig a 2018-as verseny után ismét a leggyorsabb versenyben futott köridőt érte el. A bónuszpontra azonban nem volt jogosult, mivel a legjobb 10-en kívül ért be. Utolsó pontjait az évben Oroszországban szerezte egy 9. hellyel. Az amerikai gp-n harmadik alkalommal esett ki az idényben, amikor az utolsó körben meghibásodott a fékrendszere.
A bajnoki pontversenyben 16. lett, 20 egységet szerezve és 12-vel megelőzte Romain Grosjeant.

#### 2020
2020-ra is bizalmat kapott a csapattól. Az idény a koronavírus-világjárvány miatt csak júliusban indult útjára két dupla fordulóval az ausztriai Red Bull Ringen. Az istálló a Haas VF-20-ra keresztelt nevű autója nehezen volt beállítható optimálisan a körözésre. A magyar nagydíjon, a Hungaroringen egy jó stratégiai döntés után a 3. helyen is állt a verseny alatt és végül 9. helyen szelte át a célvonalat. A forduló utáni vizsgálatok során a Nemzetközi Automobil Szövetség (FIA) mindkét Haas-versenyzőt 10-10 másodperces büntetésben részesítette, mivel kiderült, hogy az alakulat megszegte a csapatrádióra vonatkozó előírásokat. A dán így is 1 ponttal távozott a helyszínről, ugyanis elég előnyt gyűjtött a nagydíjon. Ezzel megszerezte a Haas első 2020-as pontját a világbajnokságon. A versenynaptárba beugró mugellói aszfaltcsíkon egy tömegbaleset részese volt.
2020. október 22-én Grosjean után Magnussen is saját közösségi oldalán jelentette be, hogy távozik a Haas csapatától és a Formula–1-ből is.

#### 2022
2022. március 9-én Oroszország Ukrajna elleni invázióját követően a Haas bejelentette orosz versenyzője, Nyikita Mazepin, valamint főszponzora, a szintén orosz Uralkali azonnali menesztését. Magnussen így a 2022-es idény kezdete előtt nem sokkal visszatért a csapat kötelékébe az évadra.

#### 2024
Magnussen a pontszerző, 9. helyen végzett a 2024-es olasz nagydíjon, de 10 másodperces időbüntetést kapott, mert ütközött Pierre Gaslyval, így a 10. helyre esett vissza. Ez egyben azt is jelentette, hogy a büntetőpontjainak felhalmozódása miatt egy futamra szóló eltiltást kapott, így kénytelen kihagyni az azeri fordulót, és 2025-ös utódja, Oliver Bearman váltotta őt. Ezzel a dán lett az első pilóta korábbi csapattársa, Romain Grosjean és 2012 óta, akit eltiltottak egy Forma–1-es versenytől. A São Pauló-i nagydíj előtt rosszul lett, melynek következtében visszalépett a fordulótól, helyére pedig ismét Bearman érkezett. A versenyzők pontversenyében a 15. helyen zárt, 16 ponttal.

## Sportautózás

### Porsche
2015-ben tesztelte a Porsche megbízásából a Porsche 919 Hybrid versenyautót a spanyolországi Circuit de Barcelona-Catalunyán. A német márka nem kötött vele szerződést, mivel Magnussen már korábban megállapodott 2016-ra a visszatérő gyári Renault Formula–1-es csapatával.

### Chip Ganassi és High Class Racing
2020. december 3-án a Cadillac Chip Ganassi Racing bejelentette leigazolását az USA Sportautó-bajnokság (IMSA WTSC) 2021-es szezonjára a holland Renger van der Zande váltótársaként. Június 12-én győzelmet aratott a detroit nagydíjon. a 2021-es Petit Le Mans futamról visszalépett.
2021-ben életében első alkalommal indult a legendás Le Mans-i 24 órás versenyen édesapja, Jan Magnussen és Anders Fjordbach csapattársaként a #49-es High Class Racing Oreca 07-es autójával az LMP2-es kategóriában. A trió összetettben a 29., míg kategóriában a 17. helyen zárt.

### Peugeot
2021. február 8-án a francia Peugeot Sport közölte, hogy 2022-ben visszatér a hosszútávú-világbajnokság (WEC) mezőnyébe egy vadonatúj versenyautóval, amely programhoz Magnussen is csatlakozott. Azonban, miután márciusban a Haas Formula–1-es csapata visszahívta a mezőnybe, Magnussen kilépett a programból. Helyére a tesztpilóta, James Rossiter érkezett.

### BMW
2024 decemberében a BMW gyári alakulata bejelentette, hogy Magnussen csatlakozik hozzájuk a 2025-ös WEC-szezonra és a Daytonai 24 órásra is.

## IndyCar

### McLaren Racing
2021 júniusában az Arrow McLaren Racing SP szerződtette a 2021-es IndyCar-szezon Road America futamára, hogy helyettesítse a korábban megsérült Felix Rosenqvistet. Az kvalifikáción a 21. helyre volt elegendő az ideje. Az éles futamon mechanikai gondok következtében kiesett.

## Eredményei

### Karrier összefoglaló
| Szezon | Bajnokság                                   | Csapat                       | Verseny | Győzelem | Pole | Leggyorsabb kör | Dobogós helyezés | Pont | Helyezés |
| ------ | ------------------------------------------- | ---------------------------- | ------- | -------- | ---- | --------------- | ---------------- | ---- | -------- |
| 2008   | Dán Formula Ford-bajnokság                  | Fukamuni Racing              | 15      | 11       | 6    | 10              | 12               | 267  | 1.       |
| 2008   | Formula Ford Duratec Benelux                | Fukamuni Racing              | 2       | 0        | 0    | 0               | 0                | 19   | 19.      |
| 2008   | Formula Ford Festival – Duratec class       | Fukamuni Racing              | 1       | 0        | 0    | 0               | 0                | —    | 7.       |
| 2008   | Formula Ford NEZ                            | Fukamuni Racing              | 1       | 1        | 1    | 1               | 1                | 27   | 4.       |
| 2008   | ADAC Formel Masters                         | Van Amersfoort Racing        | 4       | 0        | 0    | 1               | 2                | 30   | 12.      |
| 2008   | Formula Renault 2-0 Portugál téli-bajnokság | Motopark Academy             | 2       | 0        | 0    | 0               | 1                | 12   | 10.      |
| 2009   | Formula Renault 2.0 NEC                     | Motopark Academy             | 14      | 1        | 2    | 4               | 12               | 278  | 2.       |
| 2009   | Formula Renault 2.0 Európa-kupa             | Motopark Academy             | 14      | 0        | 0    | 1               | 1                | 50   | 7.       |
| 2009   | Dán Renault Clio-kupa                       |                              | 2       | 0        | 0    | 0               | 1                | 18   | 12.      |
| 2010   | Német Formula–3-as bajnokság                | Motopark Academy             | 18      | 3        | 0    | 0               | 8                | 96   | 3.       |
| 2010   | Formula–3 Euroseries                        | Motopark Academy             | 2       | 1        | 0    | 0               | 1                | 8    | 12.      |
| 2011   | Brit Formula–3-as bajnokság                 | Carlin                       | 29      | 7        | 6    | 9               | 9                | 237  | 2.       |
| 2011   | Masters of Formula–3                        | Carlin                       | 1       | 0        | 0    | 0               | 0                | —    | 14.      |
| 2011   | Makaói nagydíj                              | Carlin                       | 1       | 0        | 0    | 0               | 0                | —    | 19.      |
| 2012   | Formula Renault 3.5 Series                  | Carlin                       | 17      | 1        | 3    | 0               | 3                | 106  | 7.       |
| 2013   | Formula Renault 3.5 Series                  | DAMS                         | 17      | 5        | 8    | 3               | 13               | 274  | 1.       |
| 2014   | Formula–1                                   | McLaren                      | 19      | 0        | 0    | 0               | 1                | 55   | 11.      |
| 2015   | Formula–1                                   | McLaren                      | 1       | 0        | 0    | 0               | 0                | 0    | 22.      |
| 2016   | Formula–1                                   | Renault                      | 21      | 0        | 0    | 0               | 0                | 7    | 16.      |
| 2017   | Formula–1                                   | Haas                         | 20      | 0        | 0    | 0               | 0                | 19   | 14.      |
| 2018   | Formula–1                                   | Haas                         | 21      | 0        | 0    | 1               | 0                | 56   | 9.       |
| 2019   | Formula–1                                   | Haas                         | 21      | 0        | 0    | 1               | 0                | 20   | 16.      |
| 2020   | Formula–1                                   | Haas                         | 17      | 0        | 0    | 0               | 0                | 1    | 20.      |
| 2021   | IndyCar                                     | Arrow McLaren Racing SP      | 1       | 0        | 0    | 0               | 0                | 7    | 42.      |
| 2021   | IMSA                                        | Cadillac Chip Ganassi Racing | 10      | 1        | 1    | 4               | 5                | 2879 | 7.       |
| 2022   | Formula–1                                   | Haas                         | 22      | 0        | 1    | 0               | 0                | 25   | 13.      |
| 2022   | IMSA                                        | Cadillac Racing              | 1       | 0        | 0    | 0               | 0                | 275  | 23.      |
| 2023   | Formula–1                                   | Haas                         | 22      | 0        | 0    | 0               | 0                | 3    | 19       |
| 2024   | Formula–1                                   | Haas                         | 23      | 0        | 0    | 1               | 0                | 16   | 15.      |
| 2025   | WEC                                         | BMW M Team WRT               | 0       | 0        | 0    | 0               | 0                | 0*   | HN*      |
| 2025   | IMSA                                        | BMW M Team RLL               | 0       | 0        | 0    | 0               | 0                | 0*   | HN       |

### Teljes Formula–3 Euroseries eredménysorozata
| Év   | Csapat           | 1     | 2     | 3      | 4      | 5       | 6       | 7     | 8     | 9     | 10    | 11    | 12    | 13    | 14    | 15    | 16    | 17     | 18     | Helyezés | Pontok |
| ---- | ---------------- | ----- | ----- | ------ | ------ | ------- | ------- | ----- | ----- | ----- | ----- | ----- | ----- | ----- | ----- | ----- | ----- | ------ | ------ | -------- | ------ |
| 2010 | Motopark Academy | LEC 1 | LEC 2 | HOC1 1 | HOC1 2 | VAL 1 7 | VAL 2 1 | NOR 1 | NOR 2 | NÜR 1 | NÜR 2 | ZAN 1 | ZAN 2 | BRH 1 | BRH 2 | OSC 1 | OSC 2 | HOC2 1 | HOC2 2 | 12.      | 8      |

### Teljes Formula Renault 3.5 Series eredménysorozata
| Év   | Csapat | 1       | 2        | 3        | 4        | 5       | 6       | 7       | 8         | 9        | 10       | 11       | 12      | 13        | 14        | 15        | 16      | 17      | Helyezés | Pont |
| ---- | ------ | ------- | -------- | -------- | -------- | ------- | ------- | ------- | --------- | -------- | -------- | -------- | ------- | --------- | --------- | --------- | ------- | ------- | -------- | ---- |
| 2012 | Carlin | ARA 1 2 | ARA 2 Ki | MON 1 Ki | SPA 1 21 | SPA 2 1 | NÜR 1 5 | NÜR 2 8 | MSC 1 16† | MSC 2 10 | SIL 1 Ki | SIL 2 Ki | HUN 1 2 | HUN 2 23† | LEC 1 6   | LEC 2 24† | CAT 1 5 | CAT 2 4 | 7.       | 106  |
| 2013 | DAMS   | MNZ 1 2 | MNZ 2    | ARA 1    | ARA 2 9  | MON 1 4 | SPA 1   | SPA 2 3 | MSC 1 11  | MSC 2    | RBR 1 3  | RBR 2 3  | HUN 1 2 | HUN 2     | LEC 1 Kiz | LEC 2 1   | CAT 1   | CAT 2 1 | 1.       | 274  |

† A versenyt nem fejezte be, de helyezését értékelték, mert teljesítette a versenytáv több, mint 90%-át.

### Teljes Formula–1-es eredménysorozata
(Táblázat értelmezése)

(Félkövér: pole-pozícióból indult; dőlt: leggyorsabb kört futott) 

| Év   | Csapat  | 1      | 2      | 3       | 4      | 5       | 6       | 7      | 8      | 9      | 10      | 11     | 12     | 13     | 14      | 15     | 16     | 17     | 18      | 19      | 20     | 21     | 22     | 23    | 24     | Helyezés | Pont |
| ---- | ------- | ------ | ------ | ------- | ------ | ------- | ------- | ------ | ------ | ------ | ------- | ------ | ------ | ------ | ------- | ------ | ------ | ------ | ------- | ------- | ------ | ------ | ------ | ----- | ------ | -------- | ---- |
| 2014 | McLaren | AUS 2  | MAL 9  | BHR Ki  | CHN 13 | ESP 12  | MON 10  | CAN 9  | AUT 7  | GBR 7  | GER 9   | HUN 12 | BEL 12 | ITA 10 | SIN 10  | JPN 14 | RUS 5  | USA 8  | BRA 9   | UAE 11  |        |        |        |       |        | 11.      | 55   |
| 2015 | McLaren | AUS Ni | MAL    | CHN     | BHR    | ESP     | MON     | CAN    | AUT    | GBR    | HUN     | BEL    | ITA    | SIN    | JPN     | RUS    | USA    | MEX    | BRA     | UAE     |        |        |        |       |        | —        | 0    |
| 2016 | Renault | AUS 12 | BHR 11 | CHN 17  | RUS 7  | ESP 15  | MON Ki  | CAN 16 | EUR 14 | AUT 14 | GBR 17† | HUN 15 | GER 16 | BEL Ki | ITA 17  | SIN 10 | MAL Ki | JPN 14 | USA 12  | MEX 17  | BRA 14 | UAE Ki |        |       |        | 16.      | 7    |
| 2017 | Haas    | AUS Ki | CHN 8  | BHR Ki  | RUS 13 | ESP 14  | MON 10  | CAN 12 | AZE 7  | AUT Ki | GBR 12  | HUN 13 | BEL 15 | ITA 11 | SIN Ki  | MAL 12 | JPN 8  | USA 16 | MEX 8   | BRA Ki  | UAE 13 |        |        |       |        | 14.      | 19   |
| 2018 | Haas    | AUS Ki | BHR 5  | CHN 10  | AZE 13 | ESP 6   | MON 13  | CAN 13 | FRA 6  | AUT 5  | GBR 9   | GER 11 | HUN 7  | BEL 8  | ITA 16  | SIN 18 | RUS 8  | JPN Ki | USA Kiz | MEX 15  | BRA 9  | UAE 10 |        |       |        | 9.       | 56   |
| 2019 | Haas    | AUS 6  | BHR 13 | CHN 13  | AZE 13 | ESP 7   | MON 14  | CAN 17 | FRA 17 | AUT 19 | GBR Ki  | GER 8  | HUN 13 | BEL 12 | ITA Ki  | SIN 17 | RUS 9  | JPN 15 | MEX 15  | USA 18† | BRA 11 | UAE 14 |        |       |        | 16.      | 20   |
| 2020 | Haas    | AUT Ki | STY 12 | HUN 10  | GBR Ki | 70 Ki   | ESP 15  | BEL 17 | ITA Ki | TOS Ki | RUS 12  | EIF 13 | POR 16 | EMI Ki | TUR 17† | BHR 17 | SAK 15 | UAE 18 |         |         |        |        |        |       |        | 20.      | 1    |
| 2022 | Haas    | BHR 5  | SAU 9  | AUS 14  | EMI 9  | MIA 16† | ESP 17  | MON Ki | AZE Ki | CAN 17 | GBR 10  | AUT 8  | FRA Ki | HUN 16 | BEL 16  | NED 15 | ITA 16 | SIN 12 | JPN 14  | USA 9   | MEX 17 | BRA Ki | UAE 17 |       |        | 13.      | 25   |
| 2023 | Haas    | BHR 13 | SAU 10 | AUS 17† | AZE 13 | MIA 10  | MON 19† | ESP 18 | CAN 17 | AUT 18 | GBR Ki  | HUN 17 | BEL 15 | NED 16 | ITA 18  | SIN 10 | JPN 15 | QAT 14 | USA 14  | MEX Ki  | BRA Ki | LVS 13 | UAE 20 |       |        | 19.      | 3    |
| 2024 | Haas    | BHR 12 | SAU 12 | AUS 10  | JPN 13 | CHN 16  | MIA 19  | EMI 12 | MON Ki | CAN 12 | ESP 17  | AUT 8  | GBR 12 | HUN 15 | BEL 14  | NED 18 | ITA 10 | AZE EX | SIN 19† | USA 11  | MEX 7  | BRA Vi | LVS 12 | QAT 9 | UAE 16 | 15.      | 16   |

† A versenyt nem fejezte be, de helyezését értékelték, mert teljesítette a versenytáv több, mint 90%-át.
Megjegyzés: 2014-ben a szezonzáró nagydíjon dupla pontokat osztottak.

### Teljes IndyCar eredménysorozata
| Év   | Csapat                  | 1   | 2   | 3   | 4   | 5   | 6    | 7   | 8   | 9      | 10  | 11  | 12  | 13  | 14  | 15  | 16  | Helyezés | Pont |
| ---- | ----------------------- | --- | --- | --- | --- | --- | ---- | --- | --- | ------ | --- | --- | --- | --- | --- | --- | --- | -------- | ---- |
| 2021 | Arrow McLaren Racing SP | ALA | STP | TXS | TXS | IMS | INDY | DET | DET | ROA 24 | MDO | NSH | IMS | GTW | POR | LAG | LBH | 42.      | 7    |

### Daytonai 24 órás autóverseny
| Év   | Csapat                       | Csapattárs                                    | Autó             | Kategória | Kör | Összetett Helyezés | Kategória Helyezés |
| ---- | ---------------------------- | --------------------------------------------- | ---------------- | --------- | --- | ------------------ | ------------------ |
| 2021 | Cadillac Chip Ganassi Racing | Scott Dixon Renger van der Zande              | Cadillac DPi-V.R | DPi       | 807 | 5.                 | 5.                 |
| 2022 | Cadillac Racing              | Earl Bamber Marcus Ericsson Alex Lynn         | Cadillac DPi-V.R | DPi       | 734 | 12.                | 6.                 |
| 2025 | BMW M Team RLL               | Raffaele Marciello Dries Vanthoor Philipp Eng | BMW M Hybrid V8  | GTP       |     |                    |                    |

### Teljes WeatherTech SportsCar Championship eredménysorozata
| Év   | Csapat                       | Osztály | Autó             | 1     | 2     | 3     | 4     | 5     | 6     | 7     | 8     | 9     | 10     | Helyezés | Pont |
| ---- | ---------------------------- | ------- | ---------------- | ----- | ----- | ----- | ----- | ----- | ----- | ----- | ----- | ----- | ------ | -------- | ---- |
| 2021 | Cadillac Chip Ganassi Racing | DPi     | Cadillac DPi-V.R | DAY 5 | SEB 5 | MDO 5 | DET 1 | WGL 6 | WGL 2 | ELK 3 | LAG 2 | LBH 2 | PET Vi | 7.       | 2879 |
| 2022 | Cadillac Racing              | DPi     | Cadillac DPi-V.R | DAY 6 | SEB   | LBH   | LAG   | MDO   | DET   | WGL   | CTM   | ELK   | PET    | 23.      | 275  |
| 2025 | BMW M Team RLL               | GTP     | BMW M Hybrid V8  | DAY . | SEB   | LBH   | LAG   | DET   | WGL   | ROA   | IMS   | PET   |        | HN*      | 0*   |

* A szezon jelenleg is zajlik.

### Le Mans-i 24 órás autóverseny
| Év   | Csapat            | Csapattárs                        | Autó            | Kategória | Kör | Összetett Helyezés | Kategória Helyezés |
| ---- | ----------------- | --------------------------------- | --------------- | --------- | --- | ------------------ | ------------------ |
| 2021 | High Class Racing | Jan Magnussen Anders Fjordbach    | Oreca 07-Gibson | LMP2      | 336 | 29.                | 17.                |
| 2025 | BMW M Team WRT    | Raffaele Marciello Dries Vanthoor | BMW M Hybrid V8 | Hypercar  |     |                    |                    |